# مأموریت خارق‌العاده
مأموریت خارق‌العاده (به چینی: 非凡任务) یک فیلم اکشن، دلهره‌آور و جنایی چینی محصول سال ۲۰۱۷ به کارگردانی آلن مک و آنتونی پون است. این فیلم در ۳۱ مارس ۲۰۱۷ در چین اکران شد.

## داستان
یک پلیس مخفی که قصد دارد به یک سندیکای قاچاق مواد مخدر نفوذ کند و آن را از درون نابود سازد.

## باکس آفیس
این فیلم در چین ۱۰۵ میلیون یوان فروش داشته‌است.